# Teixeiras
Teixeiras é um município brasileiro do estado de Minas Gerais. Sua população recenseada em 2022 era de 12 255 habitantes.

## História
A origem da cidade remonta do século XIX. Naquela época, Antônio Serafim Teixeira mandou construir uma capela dedicada a Santo Antônio em terras de sua propriedade. O povoado ficou conhecido como Santo Antônio dos Teixeiras e cresceu lentamente em torno da capela.
No final do século, a presença da estrada de ferro Leopoldina permitiu o escoamento mais fácil de sua produção agrícola, dando grande impulso ao município e acelerando o seu crescimento. Em 1883, Santo Antônio dos Teixeiras foi elevado à categoria de distrito do município de Viçosa.
Em 17 de dezembro de 1938, por força do decreto-lei estadual nº 148, emancipou-se com o nome de Teixeiras. É sede de comarca que jurisdiciona os municípios de Teixeiras e Pedra do Anta.

## Geografia
O município de Teixeiras possui uma área territorial de 167 km², densidade demográfica de 66,8 hab/km², atingindo uma altitude de 648 m. Geograficamente, pertence à microrregião de Viçosa e à mesorregião da Zona da Mata do estado de Minas Gerais, situado na Região Sudeste do Brasil.
No período de 1991 a 2000, o acesso a serviços básicos e bens de consumo aumentou, e o nível de analfabetismo diminuiu de 28,3% (1991) para 17,4% (2000)17.
No período 1991-2000, o Índice de Desenvolvimento Humano (IDH) de Teixeiras cresceu 17,11%, passando de 0,608 em 1991 para 0,712 em 2000. A dimensão que mais contribuiu para este crescimento foi a educação, com 42,4%, seguida pela longevidade, com 30,5%, e pela renda, com 27%. Neste período, o hiato de desenvolvimento humano (a distância entre o IDH do município e o limite máximo do IDH, ou seja, 1 - IDH) foi reduzido em 26,5%17.
A BR-120 é caminho para a cidade, que está a 210 quilômetros de Belo Horizonte.
A cidade também possui uma histórica e centenária ferrovia, a Linha de Caratinga da antiga Estrada de Ferro Leopoldina, considerada um patrimônio da cidade e estando sob posse do DNIT, no qual a população local luta pela sua reativação. 
Na parte central de Teixeiras as ruas Santo Antônio, Pérmio Fialho de Oliveira, Coronel Antônio de Pádua Bittencourt, Sarah Zaidan Bastani e a Praça Arthur Bernardes concentram as principais lojas comerciais e estabelecimentos de prestação de serviços. Aí estão a Prefeitura, os escritórios da Copasa, o correio, a agência do Banco do Brasil, o Hotel Rubim, entre outros equipamentos urbanos.

## Economia
A economia do município é majoritariamente rural. As principais atividades econômicas desenvolvidas no município são: agricultura (café, arroz, feijão, mandioca, milho, abacaxi, tomate, cana de açúcar, batata doce), pecuária (bovinocultura e suinocultura), silvicultura e exploração florestal.
Recentemente foi descoberta alta concentração de minério de ferro, em solo situado na divisa dos municípios de Teixeiras e Pedra do Anta, na localidade de São Pedro. Tendo seu direito de extração cedido a empresa ZMM Zona da Mata Mineração.
Foram implantadas duas unidades de tratamento mineral (uma a úmido, em Teixeiras; e outra a seco, em Pedra do Anta), com capacidade produtiva de 300 mil toneladas / ano cada uma.

## Turismo
A cidade detém alguns pontos turísticos históricos, mas que estão em péssimo estado de conservação, sendo eles a estação ferroviária da antiga Estrada de Ferro Leopoldina e o Chalé Coronel Totó, uma edificação com mais de 150 anos, construída por escravizados, que mantém sua arquitetura até hoje. Contém um grande acervo de mobílias da época, objetos e fotos.
Teixeiras também é famosa na região pelas festas que promove, principalmente o carnaval que era considerado o melhor da região. Uma grande festa, onde se reúnem pessoas de vários estados do pais. A principal atração carnavalhesca fica por conta do bloco "OS TERRÍVEIS" juntanto cerca de 1500 foliões em sua concentração.